# 파시 (1949년 영화)
"파시"(波市)는 최인규 감독의 1949년 흑백 영화이다. 전창근이 영화의 각본을 맡았다.

## 줄거리
뭍을 동경하면서도 끝내 섬에 대한 집착을 버리지 못하는 어민(漁民)들의 삶을, 희로애락(喜怒哀樂)에 따라 묘사한 멜로드라마. 즉, 흑산도(黑山島)에는 성어기(盛漁期)에 두 차례의 장이 선다. 그 장을 일컬어 파시(波市). 그곳 방언으로는 '파수'라고 한다.

## 개요
무엇보다도 최인규가 이 작품을 촬영하기 위하여 흑산도(黑山島) 현지에서 1개월간 체류하면서 전편을 올로케이션 했다는 점을 특기할 수 있는 영화로, 이때부터 영화는 고리타분한 신극에서 소재를 찾는다거나 고대 소설류에서 이야기거리를 캐내는 방법을 지양하고, 가장 현실적인 의미에서 어민들의 생활을 카메라에 담아 일종의 사실주의적인 시도를 보인 작품이었다는 점을 높이 살 수 있다.

## 출연진

### 배우
- 황정순 : 주연
- 최지애 : 주연
- 최혜성 : 주연